# Nemoria remota
Nemoria remota là một loài bướm đêm trong họ Geometridae.